# Amour, gloire & cité
Albums de Alonzo
Les temps modernes
(2010) Règlement de comptes
(2015)
Amour, gloire & cité est le deuxième album d'Alonzo sorti le 4 juin 2012.

## Liste des pistes
| No  | Titre                                                          | Durée |
| --- | -------------------------------------------------------------- | ----- |
| 1.  | Bande originale                                                | 0:31  |
| 2.  | Black Machine                                                  | 4:15  |
| 3.  | La danse des Guirri                                            | 4:16  |
| 4.  | Mirobolant (avec Psy 4 de la Rime)                             | 3:55  |
| 5.  | Midnight Express (avec Kenza Farah)                            | 3:41  |
| 6.  | Traîner dehors                                                 | 3:18  |
| 7.  | GP 800 (avec Makiavel)                                         | 4:31  |
| 8.  | J'fais avec...                                                 | 4:13  |
| 9.  | Véritable                                                      | 4:09  |
| 10. | Avoir une fille                                                | 5:23  |
| 11. | Là-bas (avec Soprano)                                          | 4:12  |
| 12. | Bête et méchant (avec L'Algérino, Moh, Fahar & Kalif Hardcore) | 5:47  |
| 13. | Alors on sort...                                               | 3:53  |
| 14. | La vengeance aux 2 visages II                                  | 5:18  |
| 15. | Y'a pas de thème                                               | 4:41  |
| 16. | Amour, gloire & cité...666                                     | 4:49  |

## Clips vidéos
- Y'a pas de thème : 27 janvier 2012
- La danse des Guirri : 28 février 2012
- Avoir une fille : 18 mai 2012
- Alors on sort... : 31 mai 2012
- Traîner dehors : 12 juillet 2012